# Восточное (Минусинский район)
Восточное — село в Минусинском районе Красноярского края. Входит в состав Знаменского сельсовета.

## География
Расположено на левом берегу реки Лугавки, при автодороге 04Н-619. Абсолютная высота — 354 метра над уровнем моря.
Климат
Климат характеризуется как резко континентальный, с продолжительной морозной зимой и коротким тёплым летом. Среднегодовая температура воздуха составляет −3,4°С. Средняя температура воздуха самого тёплого месяца (июля) составляет 16,9 °C; самого холодного (января) — −22,4 °C. Среднегодовое количество атмосферных осадков составляет 510 мм.

## История
Основано в 1734 году. В 1926 году в селе Восточенском имелось 418 хозяйств и проживало 2047 человек (986 мужчин и 1061 женщина). В национальном составе населения того периода преобладали русские. Действовали школа I ступени, изба-читальня и лавка общества потребителей. В административном отношении являлось центром Восточненского сельсовета Минусинского района Минусинского округа Сибирского края.

## Население
| 2010 |
| ---- |
| 534  |

Половой состав
По данным Всероссийской переписи населения 2010 года в гендерной структуре населения мужчины составляли 46,4 %, женщины — соответственно 53,6 %.
Национальный состав
Согласно результатам переписи 2002 года, в национальной структуре населения русские составляли 70 % из 687 чел.